# زبيدة عسول
زبيدة عسول (بالأمازيغية: ⵣⴱⵉⴷⴰ ⵄⵙⵓⵍ) ، مواليد 1956 في تبسة، من عائلة أولاد سيدي عبيد (الشريف) شرفة مدينة بئر العاتر ، سياسية جزائرية. كانت رئيسة حزب الاتحاد من أجل التغيير والرقي منذ عام 2013.

## ولادتها
ولدت في منطقة قنتيس المكان المسمى بن جدو  تبسة عام 1956، وهي بنت عسول تبسي، وهو عالم ديني.

## حياتها
في عام 1976، حصلت زبيدة عسول على شهادة البكالوريا في الآداب في خنشلة. اختارت دراسة القانون وانضمت إلى جامعة قسنطينة، وتخرجت منها بشهادة ليسانس في القانون الخاص. ثم نجحت في اجتياز مسابقة القضاء.
في عام 1987، أصبحت أول امرأة يتم تعيينها مديرة أولى في وزارة العدل. مؤسسة تشغل فيها منصب مساعد مدير إدارة حماية القاصرين قبل أن تصبح مفتشة حتى عام 1993. في عام 1994، تم تعيينها ضابطة أبحاث في الأمانة العامة للحكومة.
بعد استقالة الرئيس الشاذلي بن جديد في 11 يناير 1992 وبعد توقف العملية الانتخابية، تعيينت زبيدة عسول في المجلس الوطني الانتقالي ( 1994-1997)  بصفته مقرر لجنة الشؤون القانونية. مهمة ستنجزها حتى عام 1997. في عام 2000، أصبحت مستشارة لرئيس مجلس الأمة، الغرفة العليا للبرلمان.
في عام 2006، تم انتخابها رئيسة شبكة المحامين العرب. في 29 سبتمبر 2012، أنشأت حزبها السياسي: الاتحاد من أجل التغيير والتقدم. في عام 2015، أعلنت أن نموذجها كان هواري بومدين. 
وهي أيضا الناطقة باسم حركة "مواطنة". المواطنة والديمقراطية "، تم إنشاؤه في 10 يونيو 2018 مع سياسيين (مثل سفيان جيلالي وأحمد بن بيتور وعلي بنواري)، والناشطة أميرة بوراوي ومحامي حقوق الإنسان صلاح دبوز. تجمع هذه الحركة بين تكوينين: جيل جديد وUCP.  وداخل هذه الحركة، تقاتل ضد الولاية الخامسة لعبد العزيز بوتفليقة ، ولحكم القانون  والانفصال الجذري مع النظام الجزائري الحالي.
في فبراير 2019، كجزء من الانتخابات الرئاسية الجزائرية في 18 أبريل 2019، أعلنت عن حشد حزب الاتحاد من أجل التغيير الحاكم لترشيح علي الغديري.